# Рейшель, Франц
Франц Рейшель (фр. Frantz Reichel; 16 марта 1871, Париж — 24 марта 1932, Париж) — французский легкоатлет и регбист, чемпион летних Олимпийских игр 1900. Он был также одним из основателей и первым Президентом АИПС в 1924-1932 гг.
Сначала Рейшель участвовал в летних Олимпийских играх 1896 в качестве легкоатлета. В беге на 400 м он занял третье место в полуфинале и не прошёл в финал. В беге на 110 м с барьерами он прошёл в финал, но решил не стартовать.
На Играх 1900 Рейшель входил в сборную Франции по регби, которая обыграв Германию и Великобританию, стала победительницей турнира и получила золотые медали.